# Randapparatuur (informatica)

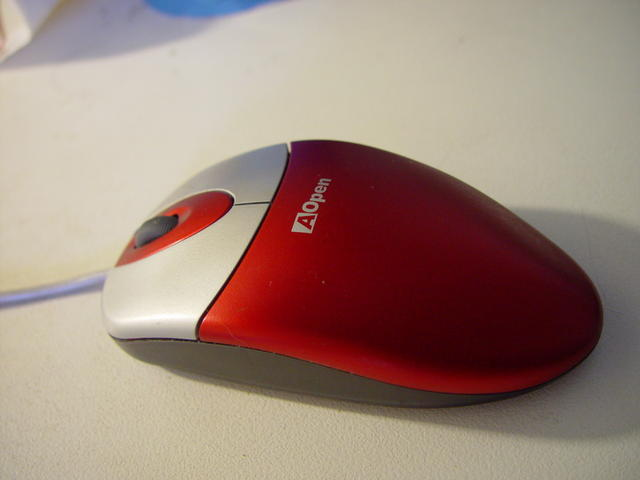
Computermuis

Randapparatuur (Engels; peripheral) is in de context van computers hardware die niet behoort tot de centrale rekeneenheid maar 'ernaast' gebruikt wordt om de computer geschikt te maken voor een bepaalde taak.
Een werkende computer hoeft in principe alleen maar te bestaan uit geheugen en een processor – dit is genoeg om aan het model van de turingmachine te voldoen. Omdat een dergelijke computer niet bepaald makkelijk te bedienen is, zijn de meeste computers uitgerust met andere hardware om de interactie met de gebruiker, of met andere apparatuur, makkelijker te maken. Deze apparaten worden samen randapparatuur genoemd. In de praktijk wordt de term vooral gebruikt voor die apparatuur die extern is ten opzichte van de systeemkast.
Onder de term 'randapparatuur' vallen onder meer:
- Invoerapparatuur
  - toetsenbord
  - muizen of trackball
  - scanner
- Uitvoerapparatuur
  - videokaart
  - monitor
  - printer en plotter
  - geluidskaart en speaker
- Opslag en/of dataoverdracht
  - modem (intern op een kaart, of extern)
  - harde schijf
  - cd-rom- dvd- blu-ray- speler en -schrijver
  - diskettestation en andere verwisselbare schijftypen als zip, Jaz of Bernouilli
  - tapedrive
  - USB-stick
  - FireWire-kaart (de "IEEE 1394" en de nog veel snellere "IEEE 1394b")
  - ethernetkaart voor computernetwerken
- Specifieke apparatuur
  - Universal Software Radio Peripherals (USRP) voor software gebaseerde radio
  - radio of TV ontvanger
  - bewakingsapparatuur
  - 3D printer
  - computergestuurde werktuigen